# Син-Иокогама (станция)
Станция Син-Иокогама (яп. 新横浜駅 Син-Ёкохама-эки) — железнодорожная станция в городе Иокогама, Япония, которая находится на линиях Токайдо-синкансэн, Линия Иокогама, Линии Син-Йокогама (Tokyu и Sotetsu), и Yokohama Municipal Subway.

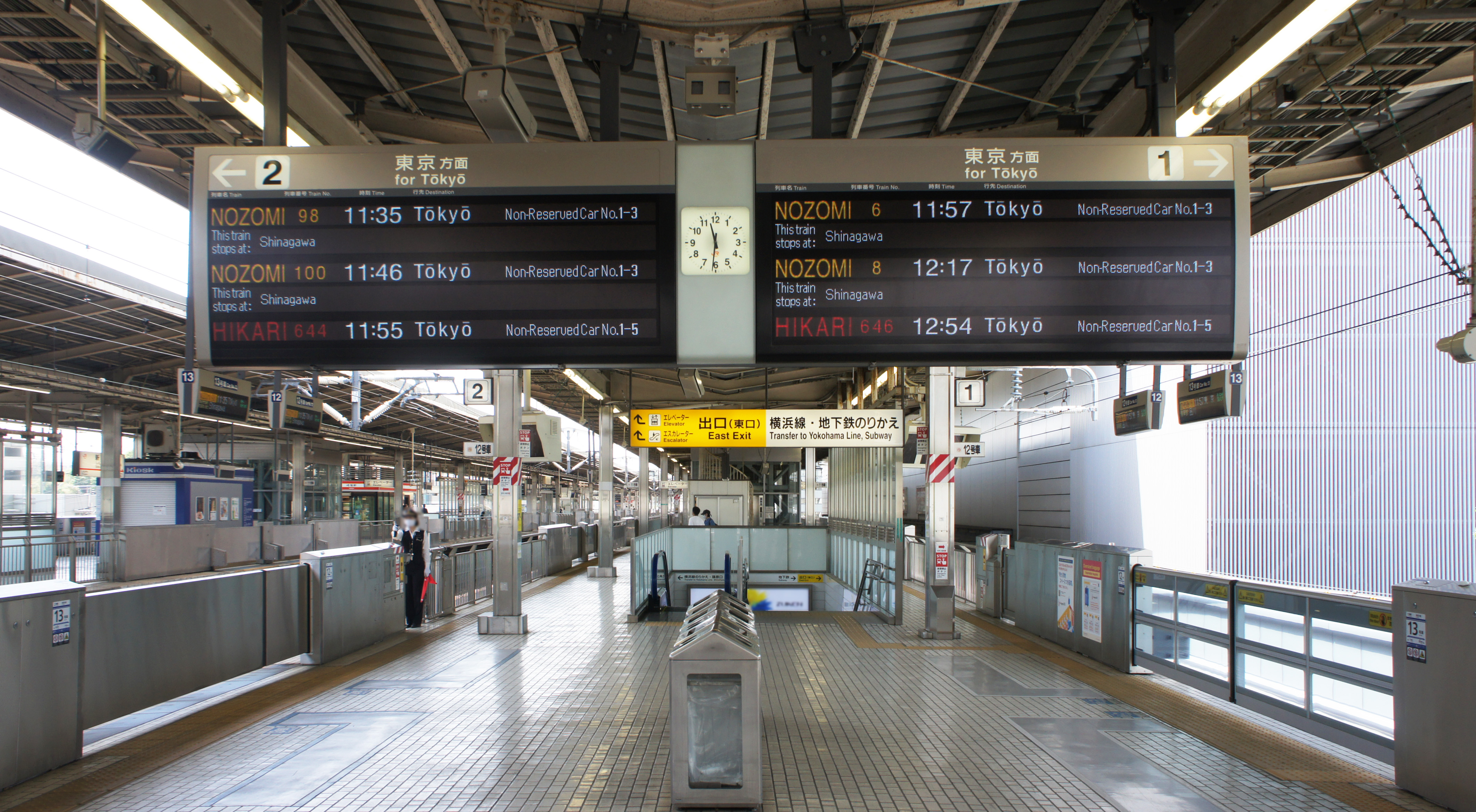
Платформы №1 и №2 линии Токайдо-синкансэн с автоматическими платформенными воротами второго поколения.

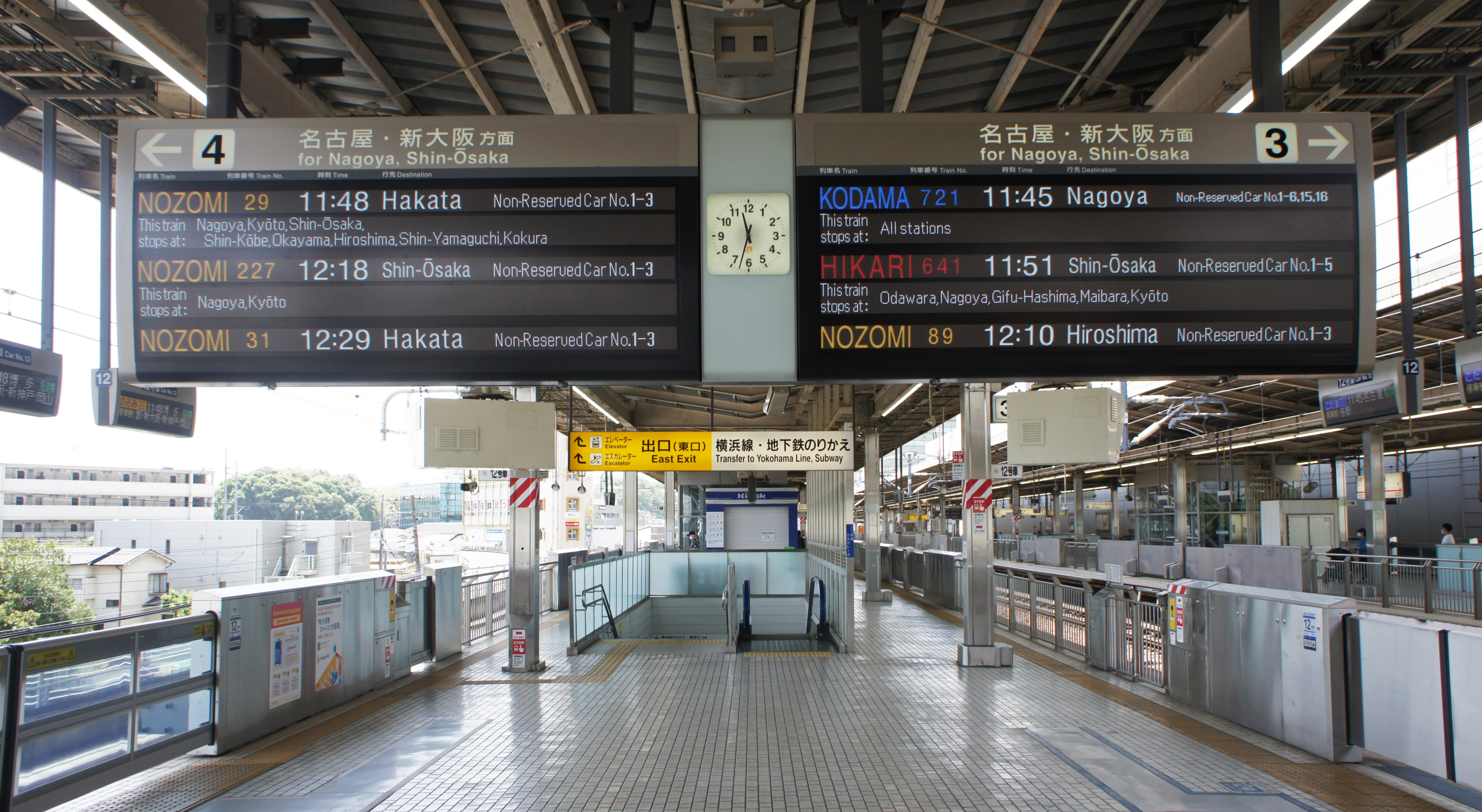
Платформы №3 и №4 линии Токайдо-синкансэн с автоматическими платформенными воротами второго поколения.

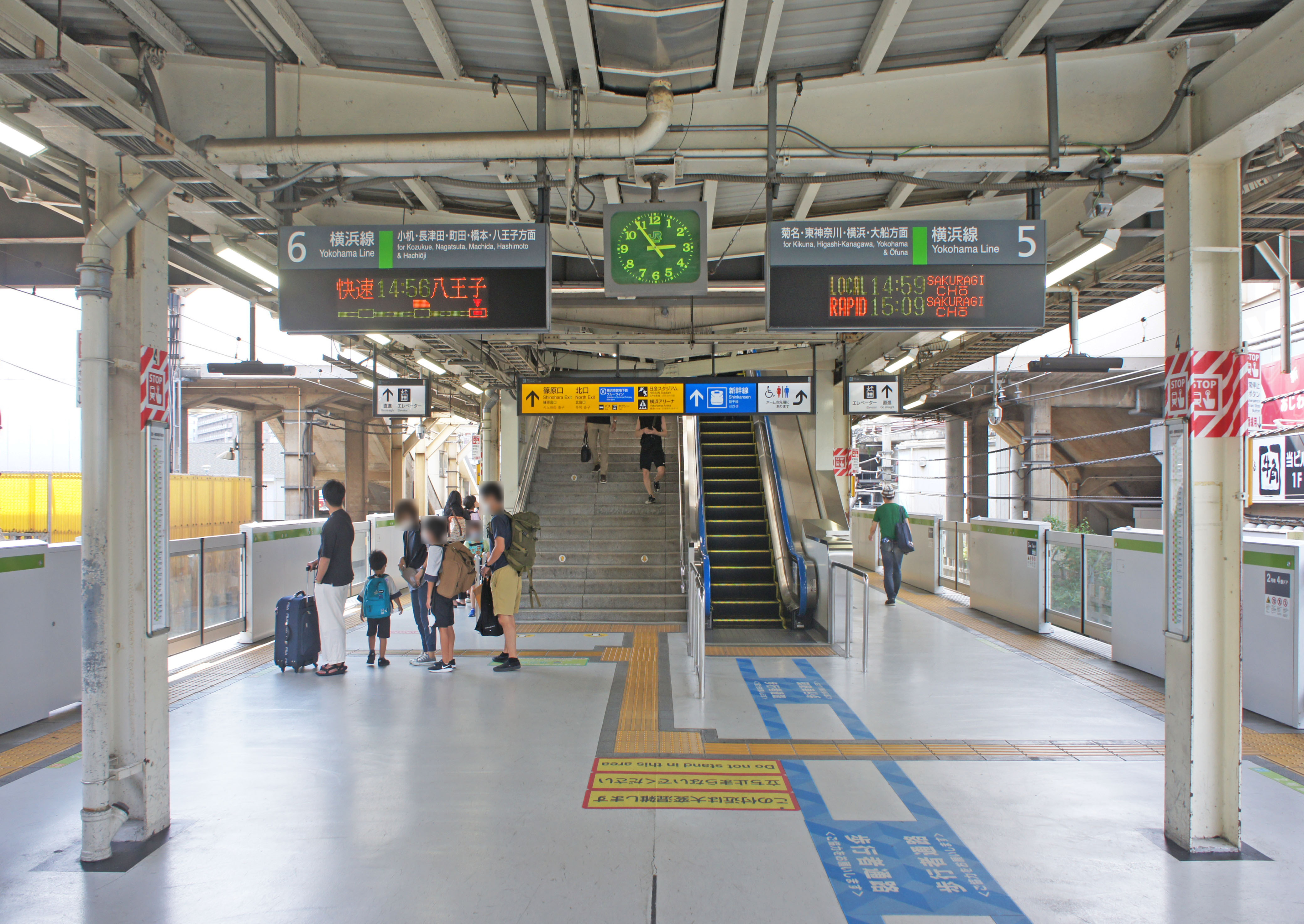
Платформы №1 и №2 линии Иокогама.

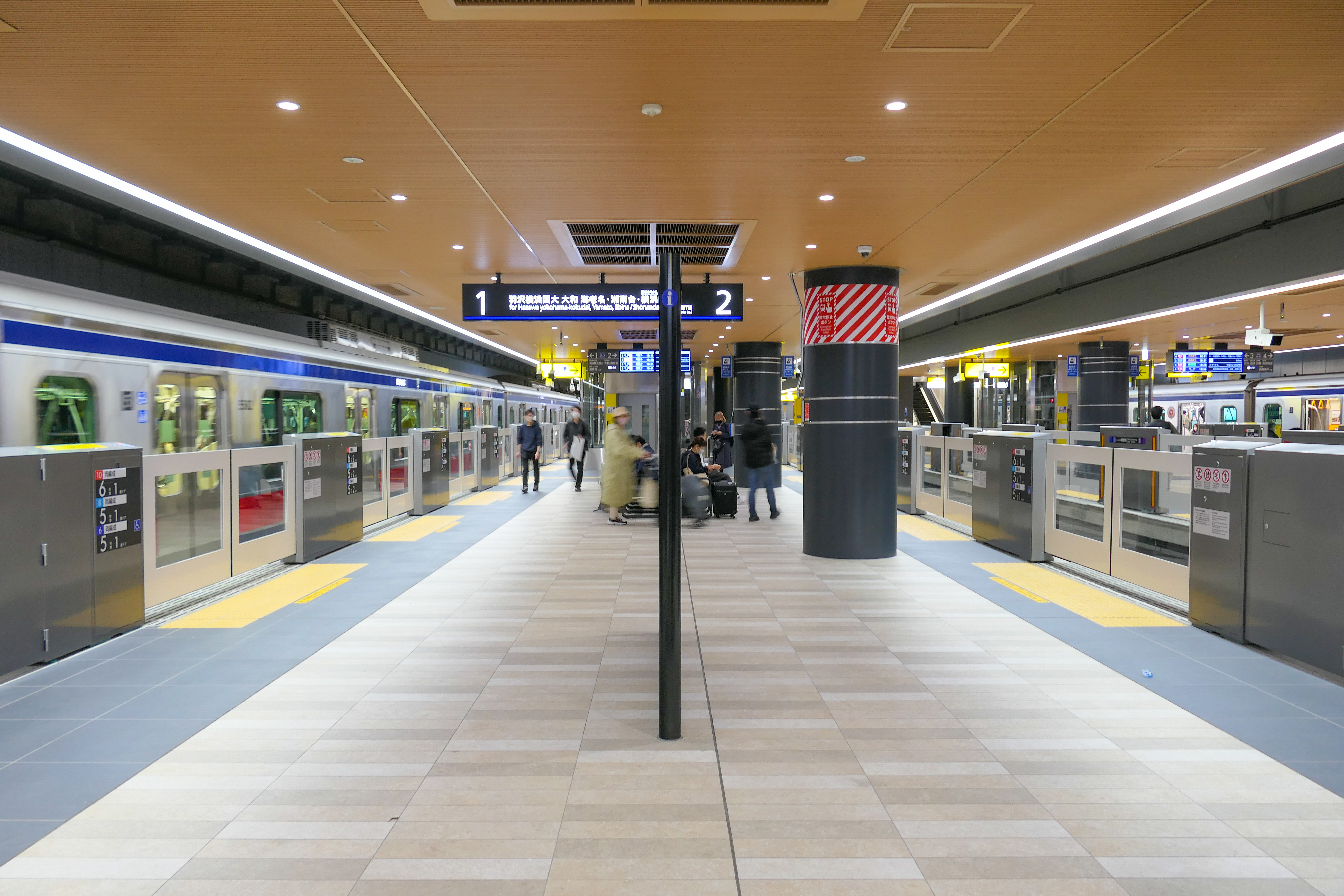
Платформы №1 и №2 линии Токю Син-Йокогама.

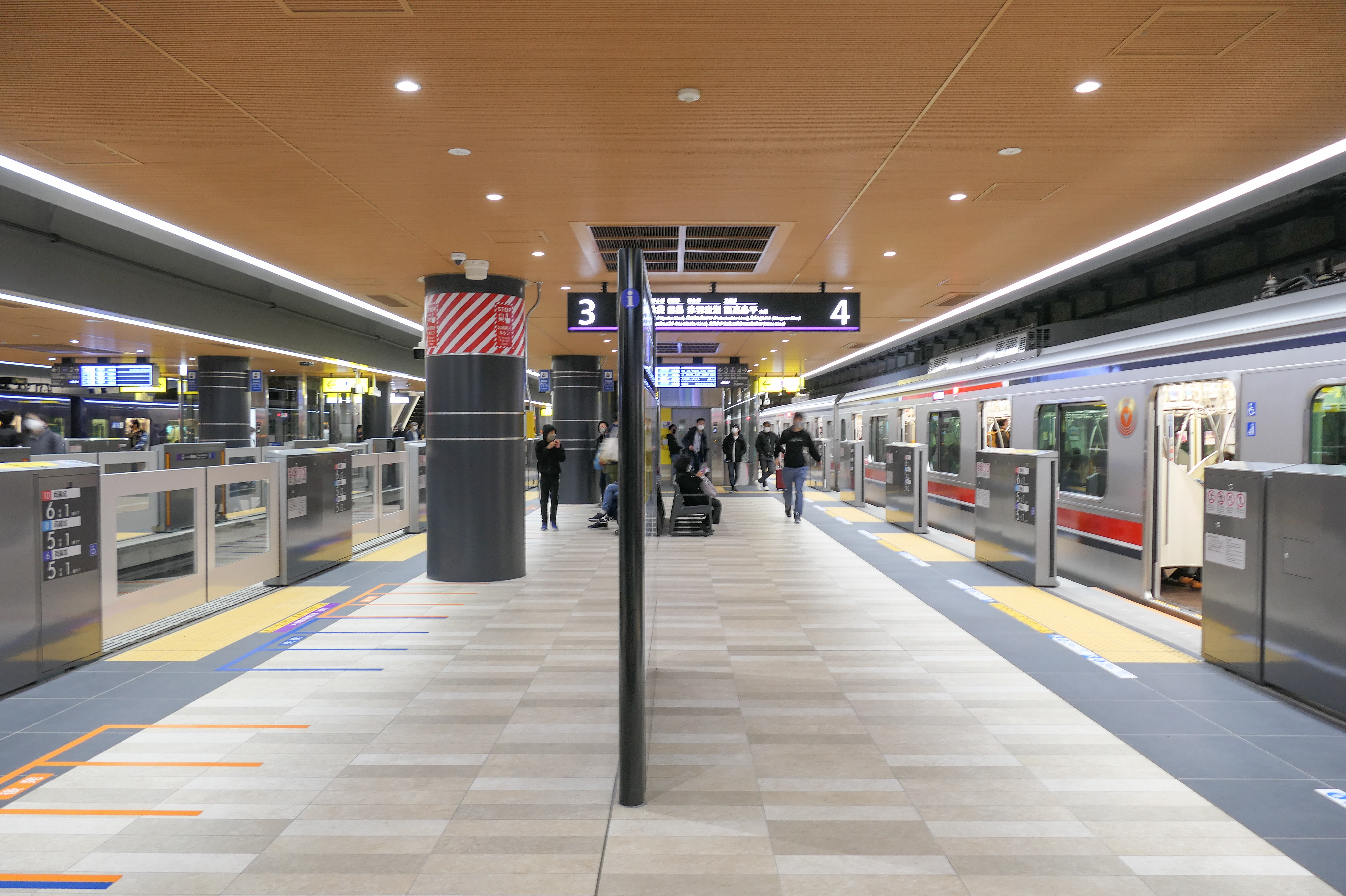
Платформы №3 и №4 линии Токю Син-Йокогама.

Третья в Японии железнодорожная станция (после станции Атами 1 января 1974 года и станции Shin-Kobe Station 15 декабря 1977 года), где 15 декабря 1985 года для безопасности пассажиров во время прибытия поездов Синкансэн на станцию, по краям платформ были установлены автоматические платформенные ворота. Спустя  25 лет в связи с ухудшением состояния, старые автоматические платформенные ворота были заменены современными, в период с конца марта 2010 года по конец июля 2010 года.